# Jean-Baptiste Tiama
Pour les articles homonymes, voir Tiama (homonymie).
Jean-Baptiste Tiama est un prélat catholique malien.
Le pape François le nomme évêque de Mopti le 27 mars 2020 après qu'il a été évêque de Sikasso pendant 21 ans. 

## Biographie
Jean-Baptiste Tiama est né en 1955 à Nazar dans la préfecture apostolique de Gao. Il est ordonné prêtre le 7 janvier 1984.  
Le 5 novembre 1998, le pape Jean-Paul II nomme Jean-Baptiste Tiama évêque du diocèse de Sikasso. Son ordination épiscopale a eu lieu le 13 février 1999 en la cathédrale Notre-Dame-de-Lourdes de Sikasso. Il a pour principal consécrateur Jean Zerbo, archevêque de Bamako. Ses co-consécrateurs sont Jean-Gabriel Diarra, évêque de San, et Martin Albert Happe, évêque de Nouakchott. 
Jean-Baptiste Tiama est président de la Conférence épiscopale du Mali d’avril 2009 à mars 2017.
Le 27 mars 2020, le pape François nomme Jean-Baptiste Tiama évêque du diocèse de Mopti.